# Aeroportul Sobral
Aeroportul Sobral (IATA: JSO, ICAO: SNOB) este un aeroport din Sobral, Ceará, Brazilia ce deservește zona Sobral. Aeroportul a fost tranzitat în 2022 de 26 de pasageri.
Situat la o altitudine de 64 m, aeroportul dispune de 1 pistă.

## Infrastructură

### Piste
Aeroportul dispune de o singură pistă. Pista 10/28 are suprafața de asfalt și dimensiunile 1.033 m × 30 m. 